# Ancienne église Saint-Martin d'Angoulême
L’église Saint-Martin est un ancien édifice religieux d'Angoulême, aujourd'hui désacralisé et transformé en habitations.

## Localisation

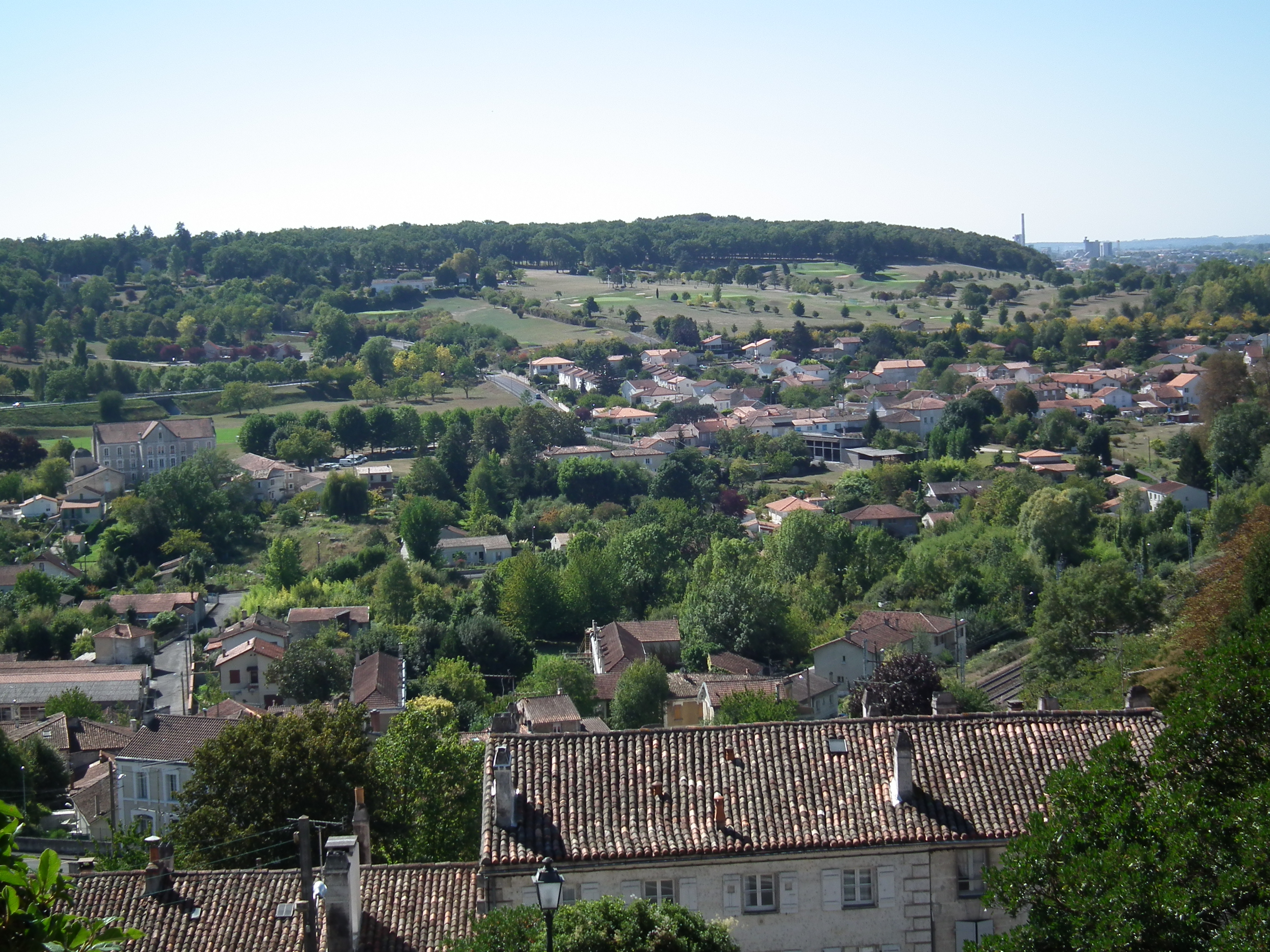
Le quartier Saint-Martin vu du rempart Desaix.

Située dans la partie méridionale de la ville d'Angoulême, au pied du plateau et en contrebas de la cathédrale Saint-Pierre, cette petite église pourrait avoir été construite au XIIe siècle. En dehors du périmètre jadis protégé par les remparts, à peu de distance d'un des principaux accès au plateau (porte Saint-Pierre, aujourd'hui détruite), ses dimensions étaient modestes, adaptées à une population essentiellement rurale et ouvrière, composée de maraîchers, laboureurs à bras, tessiers (tisserands), blanconniers et parcheminiers.
Elle occupe les immeubles situés dans le quartier Saint-Martin, aux n° 141, 143 et 145 de l'avenue Jules Ferry, un peu à l'ouest et au-dessus de la bouche du tunnel ferroviaire qui passe sous le Plateau.

## Histoire
Saint-Martin était à l'origine un oratoire dédié à l'Apôtre des Gaules, placé en bas de la voie du même nom, ruelle abrupte menant de la cathédrale à l'Anguienne, transformé en église à la fin du XIIe siècle.
Saint-Martin reste longtemps une vicairie placée dans l'orbite du groupe cathédral. Endommagée à deux reprises par les armées protestantes pendant les guerres de Religion (en 1564, puis de nouveau en 1568), elle est reconstruite « à l'économie » au XVIIe siècle, comme nombre d'autres églises angoumoisines. Un siècle plus tard, elle offre le visage d'un édifice en ruines, et est vendue comme bien national en 1790 au moment de la Révolution. Quelques années plus tard, elle est divisée en plusieurs appartements, de même que le presbytère (partiellement démoli), qui se situait dans le prolongement du chevet. Le cimetière adjacent, situé au nord, est détruit à une date indéterminée.
La paroisse s'étendait au sud du plateau. Avec sa voisine Saint-Ausone, elle était la plus pauvre d'Angoulême. L'église avait pour annexe l'église Saint-Éloi, dite aussi Saint-Pierre-sous-le-Mur, détruite par les protestants en 1568, qui était située à l'angle des rues Waldeck-Rousseau et Saint-Martin, au pied de la cathédrale mais à l'extérieur des remparts. C'est aussi là qu'était situé le cimetière des Pèlerins ou de Saint-Pierre, avec la croix de Saint-Éloi à l'entrée.
Saint-Pierre-sous-le-Mur faisait partie du groupe cathédral, près de la porte Saint-Pierre, et avait vocation cimétériale. Elle sera dédiée à saint Éloi à partir du VIIe siècle, à cause de la vénération à ce ministre limousin de Dagobert.
Les cloches de Saint-Martin et Saint-Éloi, baptisées en 1667 et pesant respectivement 143 et 92 livres, furent fondues pendant les guerres de Religion pour devenir des couleuvrines.
Le dernier curé de Saint-Martin était l'abbé Joubert, qui est devenu député, puis évêque en 1791.

## Architecture

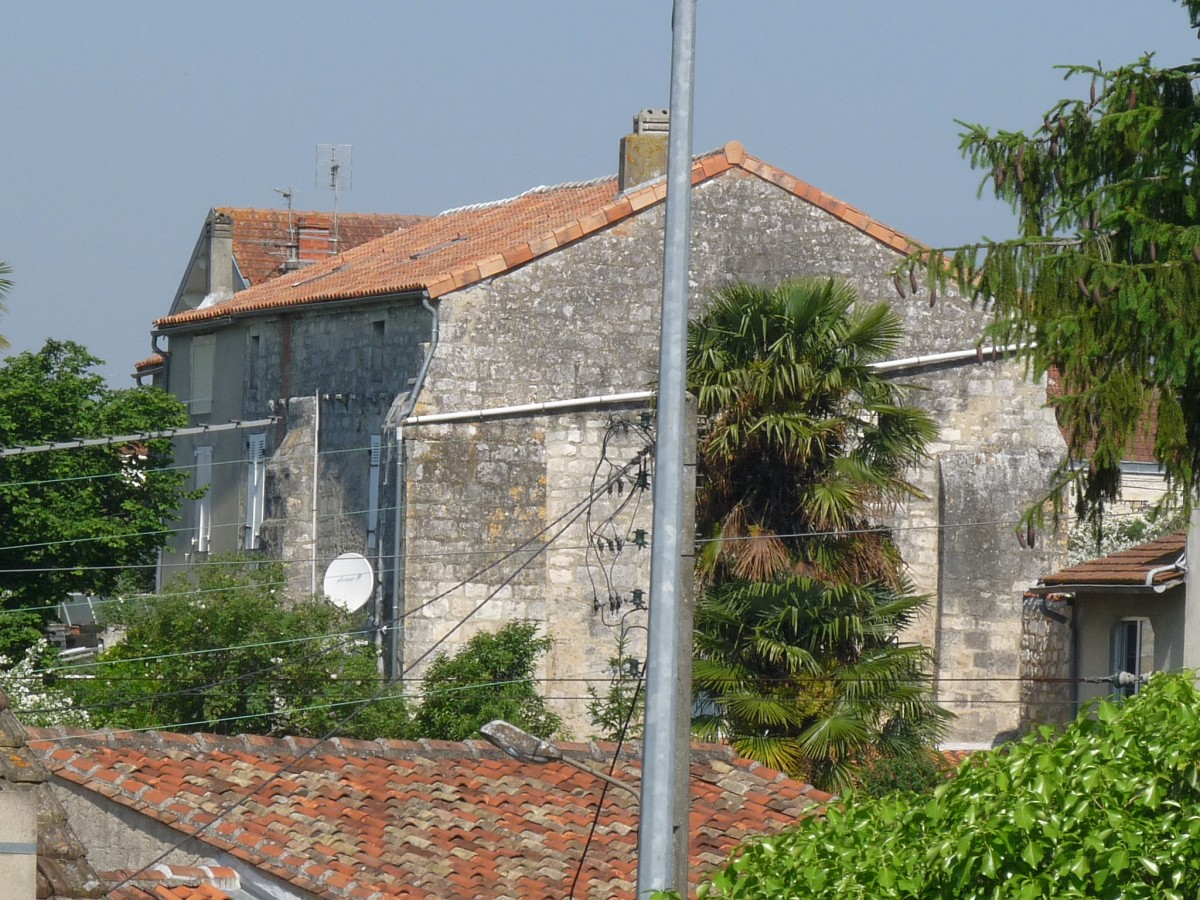
Vue de l'est. On voit encore les piliers contreforts.

L'ancienne église Saint-Martin conserve aujourd'hui le plus gros de sa structure d'origine, qu'on peine pourtant à reconnaître au milieu des autres habitations. Le plan très simple (nef et chœur) reste perceptible, mais le clocher, qui flanquait le mur sud, a été démoli. L'ensemble conserve des murs épais en appareil régulier, des contreforts, ainsi que la trace de baies en plein cintre au niveau des murs gouttereaux, et d'un triplet au niveau du chevet.
Le presbytère forme un édifice plus bas, qui a été construit à l'ouest dans le prolongement de la nef en 1642. Il avait un pavillon au-dessus de l'entrée, aujourd'hui disparu. On peut encore trouver des sarcophages pris dans la maçonnerie au sous-sol.